# 肺功能测试
肺功能測試（PFT）是呼吸系統的一個完整的評估，包括病史，體檢和肺功能測試。肺功能測試的主要目的是確定肺損傷的嚴重程度。肺功能檢測具有診斷和輔助治療的作用，並幫助醫生回答有關肺病患者的一些一般性問題。PFT通常由呼吸治療師、呼吸科醫生、物理治療師、肺病學家和/或全科醫生執行。